# جوش كلارك
جوش كلارك (بالإنجليزية: Josh Clarke)‏ (7 مايو 1995 في المملكة المتحدة - ) هو لاعب كرة قدم بريطاني في مركز الظهير. لعب مع ستيفيناغ بوروه ونادي بارنت ونادي برينتفورد وميدنهد يونايتد ‏ وبرينتري تاون وكارشالتون أثلتيك وداغنهام وريدبريدج.

## وصلات خارجية
- جوش كلارك على موقع قاعدة بيانات كرة القدم.إي يو (الإنجليزية)
- جوش كلارك على موقع Soccerbase.com (لاعب) (الإنجليزية)
- جوش كلارك على موقع Soccerway.com (الإنجليزية)